# Bad Astronaut
Bad Astronaut — американская инди-рок-группа, образованная в 2000 году Джоуи Кейпом, вокалистом группы Lagwagon. Распались в 2006 году после смерти барабанщика Деррика Плорда. В 2010 году группа возобновила концертную деятельность и дала несколько концертов в Калифорнии.

## Состав
- Джоуи Кейп (Joey Cape) – вокал, гитара
- Марко ДеСантис (Marko DeSantis) –  бас-гитара
- Деррик Плорд (Derrick Plourde) – ударные (до 2005 года)
- Энгус Куке (Angus Cooke) – виолончель, вокал, ударные, перкуссия
- Том Флауэрс (Thom Flowers) – гитара, вокал
- Джонатан Кокс (Jonathan Cox) – клавишные
- Тодд Кэпс (Todd Capps) – клавишные

## Дискография
- War of the Worlds (2001, Owned & Operated – совместно с Armchair Martian)
- Acrophobe (2001, Honest Don's Records)
- Houston: We Have a Drinking Problem (2002, Honest Don's Records)
- Twelve Small Steps, One Giant Disappointment (2006, Fat Wreck Chords)

## Музыкальные клипы
- The Passenger (2002)